# Očko (keramika)

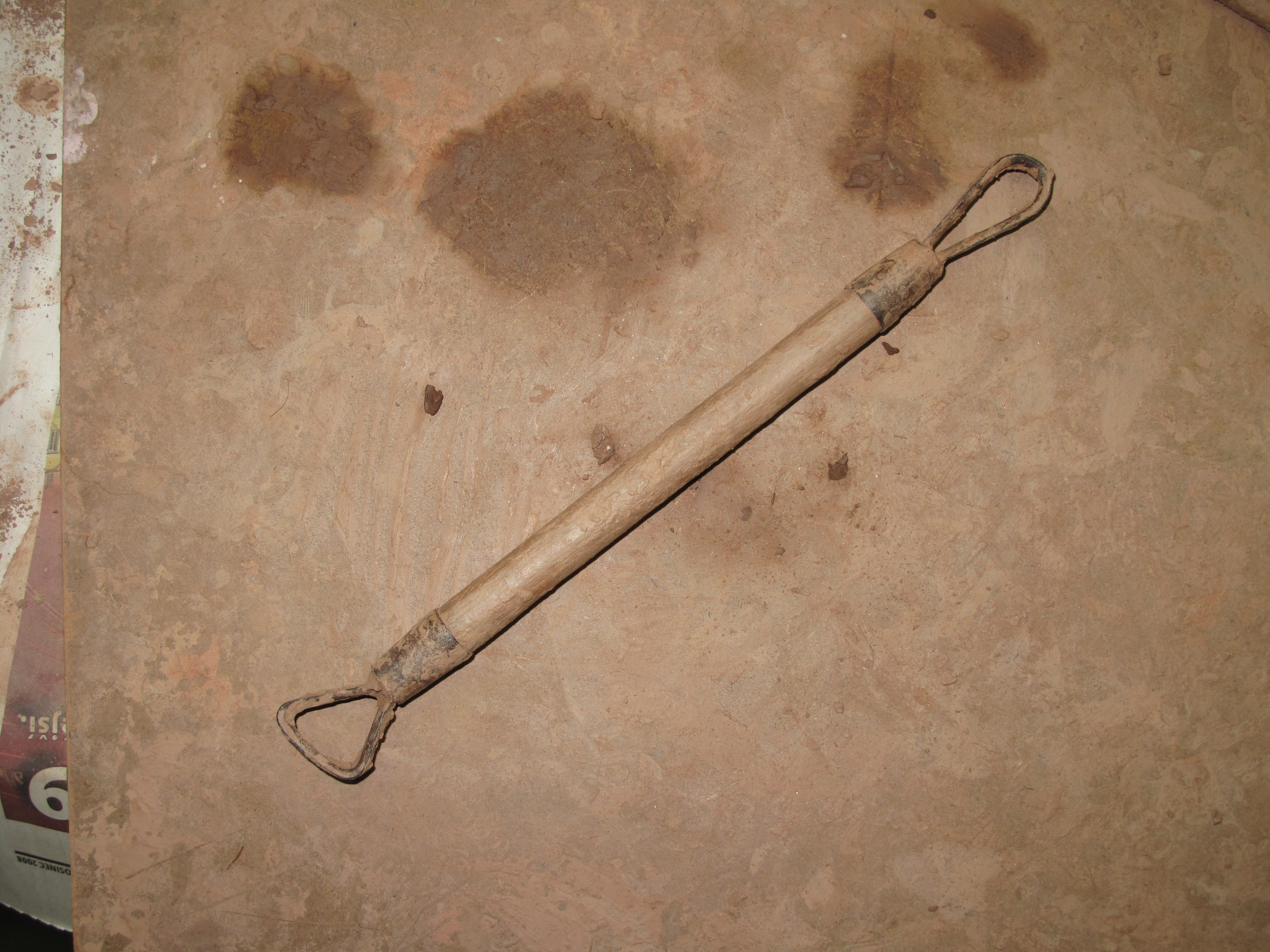
Oboustranné očko

Očko je keramický nástroj, který slouží k vyrýpávání keramické hlíny z výdutí či k odstraňování hlíny z povrchu keramického díla škrabáním. Očko bývá jedno-, nebo oboustranné. Je tvořeno želízkem očkovitého tvaru. Může být hranatější či kulatější, menší či větší. To je nasazeno nejčastěji na dřevěné násadě.